# Stazione di Nishi-Yokohama
La stazione di Nishi-Yokohama (西横浜駅?, Nishi-Yokohama-eki) è una stazione ferroviaria situata nel quartiere di Nishi-ku della città giapponese di  Yokohama, nella prefettura di Kanagawa, ed è servita dalla linea Sagami principale delle Ferrovie Sagami.

## Linee
Ferrovie Sagami
■■ Linea Sagami principale

## Struttura
La stazione è dotata di un marciapiede a isola con due binari passanti in superficie. 
Il mezzanino si trova a un livello superiore a quello dei binari, con un nuovo fabbricato viaggiatori realizzato nel 2005.
| 1 | ■ Linea Sagami principale | per Futamatagawa, Ebina e Shōnandai |
| 2 | ■ Linea Sagami principale | per Yokohama                        |

## Stazioni adiacenti
| «                                       | Servizio                | »                       |
| Linea Sagami principale                 | Linea Sagami principale | Linea Sagami principale |
| --------------------------------------- | ----------------------- | ----------------------- |
| Hiranumabashi                           | Locale                  | Tennōchō                |
| Le altre tipologie di treni non fermano |                         |                         |